# Laurenzergrund
Laurenzergrund ist ein Stadtteil im 5. Wiener Gemeindebezirk Margareten.
Der Laurenzergrund ging ab 1533 aus der Besitzvereinigung der Nonnen von Maria Magdalena vor dem Schottentor und den Laurenzerinnen hervor. In weiterer Folge kam es zu einer Vergrößerung des Besitzes und Entstehen einer Vorstadt an der Laurenzgasse südlich der Wiedner Hauptstraße. Diese Vorstadt entstand in etwa bei der 1965 abgebrochenen Florianikirche.
1806 wurde der Laurenzergrund von der Gemeinde Wien aus dem Besitz des Religionsfonds angekauft.
Die Eingemeindung erfolgte im Jahre 1850 als Teil des neuen 4. Bezirkes Wieden. Im Jahre 1862 wurde Laurenzergrund dem neuen 5. Bezirk Margareten zugeteilt.

## Alte Ansichten

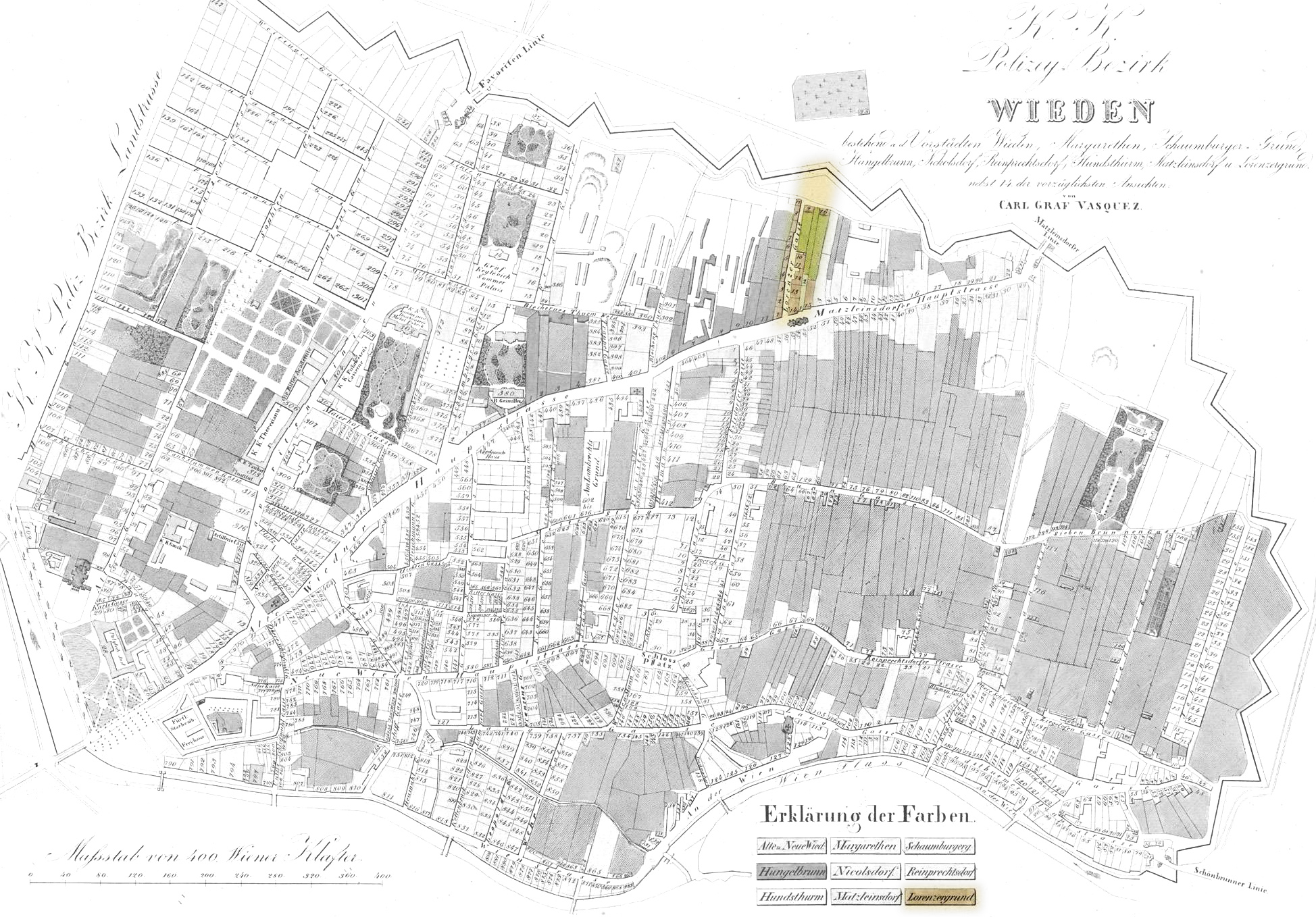
Laurenzgrund um 1830
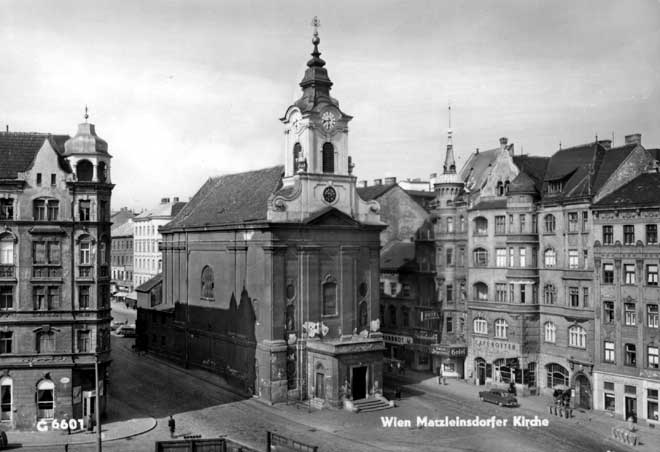
Die ehemalige Pfarrkirche Matzleinsdorf in der Nähe der Laurenzgasse